# Росток, Михал
Ми́хал Ро́сток, немецкий вариант — Михаэль Росток (в.-луж. Michał Rostok, нем. Michael Rostock, 21 апреля 1821 года, село Бельшецы, Лужица — 17 сентября 1893 года, село Добруша-Гуска, Лужица) — серболужицкий педагог, натуралист, ботаник и энтомолог. Один из известных серболужицких учёных XIX века.

## Биография
Родился 21 апреля 1821 года в бедной крестьянской семье в серболужицкой деревне Бельшецы. Окончил педагогическое училище в Будишине. Работал помощником учителя в коммуне Гёда и учителем в селе Добруша-Гуска, где прожил большую часть своей жизни.
Будучи учителем, занимался научной деятельностью. Интересовался астрономией, геологией, минералогией и особенно — ботаникой и энтомологией. Систематически изучал флору и энтомологию Лужицы. Областью его исследований были окрестности горы Вульки-Пихов (Гросер Пихо). Вёл обширную переписку с немецкими и зарубежными натуралистами. Собрал энтомологическую коллекцию и гербарий. Открыл некоторые новые виды насекомых, которые получили международное признание среди учёных-энтомологов. Занимался систематизацией златоглазок.
При определении видов растений и насекомых придавал им серболужицкое наименование. При невозможности выбрать новое серболужицкое наименование использовал польские и чешские источники. Написал на верхнелужицком языке «Руководство к ботанике». Его наименования были использованы в нижнелужицком словаре и в разделе «Флора и Фауна» Верхнелужицко-немецкого словаря Христиана Трауготта Пфуля.
Написал также несколько природоведческих популярных сочинений.